# Canal Nieuwpoort-Duinkerke
El Canal Nieuwpoort-Duinkerke és el nom belga del canal navegable que s'anomena Canal de Furnes a França. Té una llargada de 32 km, dels quals 18,741 km en territori belga. El canal segueix més o menys la línia de la costa del mar del Nord, uns quatre quilòmetres terra endins, de Duinkerke a França, passa la frontera entre Ghyvelde i Adinkerke i acaba a Nieuwpoort, a Bèlgica.
A Nieuwpoort enllaça amb el canal Plassendale-Nieuwpoort i el riu IJzer canalitzat cap a un complex de rescloses anomenat Ganzepoot. Com que aquesta confluència de sis canals i recs a l'embocadura de l'IJzer sembla una pota d'oca, aquesta és la traducció al català del topònim neerlandès. Al Flandes francès enllaça amb el canal de Bourbourg en el lloc anomenat Quatre Écluses a prop de Duinkerke.

## Història
El canal obert el 1638 es va construir per a connectar els ports de Duinkerke, Nieuwpoort, Oostende amb les ciutats de Bruges i Gant. En aquella època, aquest canal era l'única connexió de Bruges amb un port marítim. Hi havia un servei diari de transport de mercaderies entre Duinkerke, Bruges i Veurne.
Després del tractat d'Utrecht, el 1713 el canal fou tancat i gairebé terraplenat el 1768. Després del tractat de Campoformio, del 1797, que ratificava l'annexió dels Països Baixos austríacs a França fou reobert. Del 1804 al 1808 centenars d'obrers i de presoners van excavar-lo a més profunditat.
Antigament el canal servia per al transport dels productes agrícoles i per a proveir les escasses fàbriques dels seus marges. Avui, ja no hi ha gairebé gens de navegació comercial, però els navegants de plaer i els pescadors esportius l'utilitzen freqüentment.

## Rescloses
| Rescloses                         | Rescloses | Rescloses | Rescloses   | Rescloses      |
| --------------------------------- | --------- | --------- | ----------- | -------------- |
| Localitat                         | llargada  | amplada   | profunditat | alçària llibre |
| Nieuwpoortsluis Nieuwpoort        | 43,00     | 5,40 m    | 1,80        | 4,50           |
| Oostvaartsluis (Dierendoncksluis) | 20,4 m    | 3,30 m    | —           | —              |
| Ecluse du Jeu de Mail Duinkerke   | —         | —         | —           | —              |